# ایلیا گیوگادزه
ایلیا گیوگادزه (به انگلیسی: Ilia Giorgadze) ژیمناست زادهٔ ۱۲ ژانویهٔ ۱۹۷۸ میلادی اهل کشور گرجستان است.